# Britská unie fašistů
Britská unie fašistů (někdy Britský svaz fašistů, anglicky British Union of Fascists, BUF) byla v letech 1932–1940 fašistická strana ve Velké Británii.

## Historie

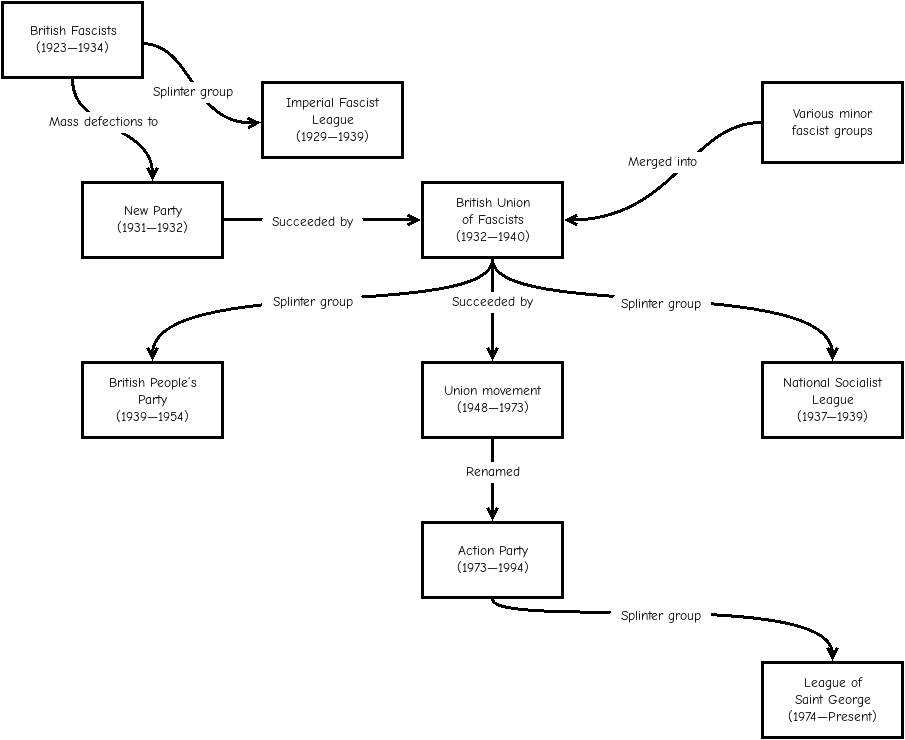
Vývoj britského fašistického hnutí

Organizaci založil roku 1932 dříve labouristický politik Oswald Mosley; inspiroval se přitom politikou Benita Mussoliniho, který se stal jeho politickým vzorem. Zpočátku měla jeho strana poměrně značný úspěch, podporoval ji deník Daily Mail a získala několik prominentních členů, jako byli spisovatel Henry Williamson a vojenský teoretik John Frederick Charles Fuller. Podle vlastních údajů dosáhla až 50 tisíc členů.
Po vzoru italských fašistů strana zavedla „černokošiláče“, bojůvky v černých košilích, a po vzoru nacistů se stranická hymna zpívala na melodii Horst-Wessel-Lied. Politika strany se však rychle radikalizovala směrem k antisemitismu a násilným projevům, čímž ztratila sympatie střední třídy. K roku 1936 zbylo Mosleymu jen asi 8000 členů. Téhož roku Hitlerův obdivovatel William Joyce prosadil změnu názvu na British Union of Fascists and National Socialists (Britská unie fašistů a národních socialistů).
Po vypuknutí druhé světové války byla strana zakázána (1940) a její vůdcové internováni.

## Vlajky strany
- Vlajka používaná v letech 1932–1933
- Vlajka používaná v letech 1933–1935
- Vlajka používaná od roku 1935